# Ceci-Cela
Ceci-Cela est un label de musique lancé par le chanteur Renaud en 1985 et appartenant à Virgin.
À la suite de l'album Morgane de toi qui marque la fin de son contrat avec Polydor, Renaud signe chez Virgin, pour la somme importante de 18 millions de francs. À la même époque il crée Encore merci qui s'occupe du marchandisage et Mino Music qui s'occupe de l'édition de ses chansons et textes jusqu'à Boucan d'enfer. En 1992 Virgin music sera racheté par EMI.
Le nom vient de la chanson Baby-sitting blues présente sur l'album Mistral gagnant.
Ceci-Cela produit tous les albums de Renaud depuis Mistral gagnant. Il édite également les chansons depuis la vente de Mino Music.
En 2004, Renaud fait signer sa femme Romane Serda. Puis il fait signer le jeune chanteur Benoît Dorémus en 2006, qui sortira fin 2007 Jeunesse se passe.
Le label est arrêté en 2012. Renaud ouvre un nouveau label Couci-Couça.